# Corrado Ursi
Corrado Ursi (ur. 26 lipca 1908 w Andria, zm. 29 sierpnia 2003 w Neapolu), włoski duchowny katolicki, arcybiskup Neapolu, kardynał.

## Życiorys
Studiował w seminariach w Andria i Molfetta, święcenia kapłańskie przyjął 25 lipca 1931 w Molfatta. Pracował następnie w seminarium w Molfatta, m.in. jako wicerektor i rektor; w latach 1931-1951 prowadził działalność duszpasterską w kilku diecezjach włoskich, W lipcu 1943 otrzymał tytuł tajnego szambelana papieskiego.
29 lipca 1951 został mianowany biskupem Nardo, święceń biskupich udzielił mu 30 września 1951 arcybiskup Carlo Confalonieri. W listopadzie 1961 Corrado Ursi przeszedł na stolicę arcybiskupią Acerenza. Brał udział w obradach Soboru Watykańskiego II (1962-1965). Był także koadiutorem (z prawem następstwa) diecezji Potenza i Marsico Nuovo, ale nie objął tej diecezji; w maju 1966 został mianowany arcybiskupem Neapolu.
26 czerwca 1967 papież Paweł VI wyniósł go do godności kardynalskiej, nadając tytuł prezbitera S. Callisto. W 1978 Ursi dwukrotnie brał udział w konklawe (w sierpniu, kiedy wybrano Jana Pawła I i w październiku, kiedy wybrano Jana Pawła II). Po osiągnięciu wieku emerytalnego (75 lat) złożył rezygnację z rządów archidiecezją Neapol, ale przyjęta ona została dopiero w maju 1987; jego następcą na stolicy arcybiskupiej został Michele Giordano. Rok później, wraz z ukończeniem 80. roku życia, utracił prawo udziału w konklawe.
Wśród kapłanów, którym udzielał sakry biskupiej, był m.in. Francesco Colasuonno, dyplomata watykański i przyszły kardynał.